# Partido Tres Lomas
Tres Lomas ist ein Partido im Westen der Provinz Buenos Aires in Argentinien. Laut einer Schätzung von 2019 hat der Partido 8801 Einwohner auf 1270 km². Der Verwaltungssitz ist die Ortschaft Tres Lomas.

## Orte
Tres Lomas ist in 2 Ortschaften und Städte, sogenannte Localidades, unterteilt.
- Tres Lomas
- Ingeniero Thompson

## Wirtschaft
Die Wirtschaft von Tres Lomas wird von der Landwirtschaft dominiert, die Hauptanbaupflanzen sind Sonnenblumen, Weizen und Mais. Daneben wird Rinderzucht betrieben.